# Seuneubok Puntho
Seuneubok Puntho is een bestuurslaag in het regentschap Aceh Selatan van de provincie Atjeh, Indonesië. Seuneubok Puntho telt 344 inwoners (volkstelling 2010).